# Calau cuixablanc
El calau cuixablanc (Bycanistes albotibialis) és una espècie d'ocell de la família dels buceròtids (Bucerotidae) que habita boscos des del sud de Benín, de Nigèria i de Camerun, Guinea Equatorial, el Gabon, República del Congo, nord d'Angola, sud-oest de la República Centreafricana, República Democràtica del Congo i oest d'Uganda.